# 코미노토섬

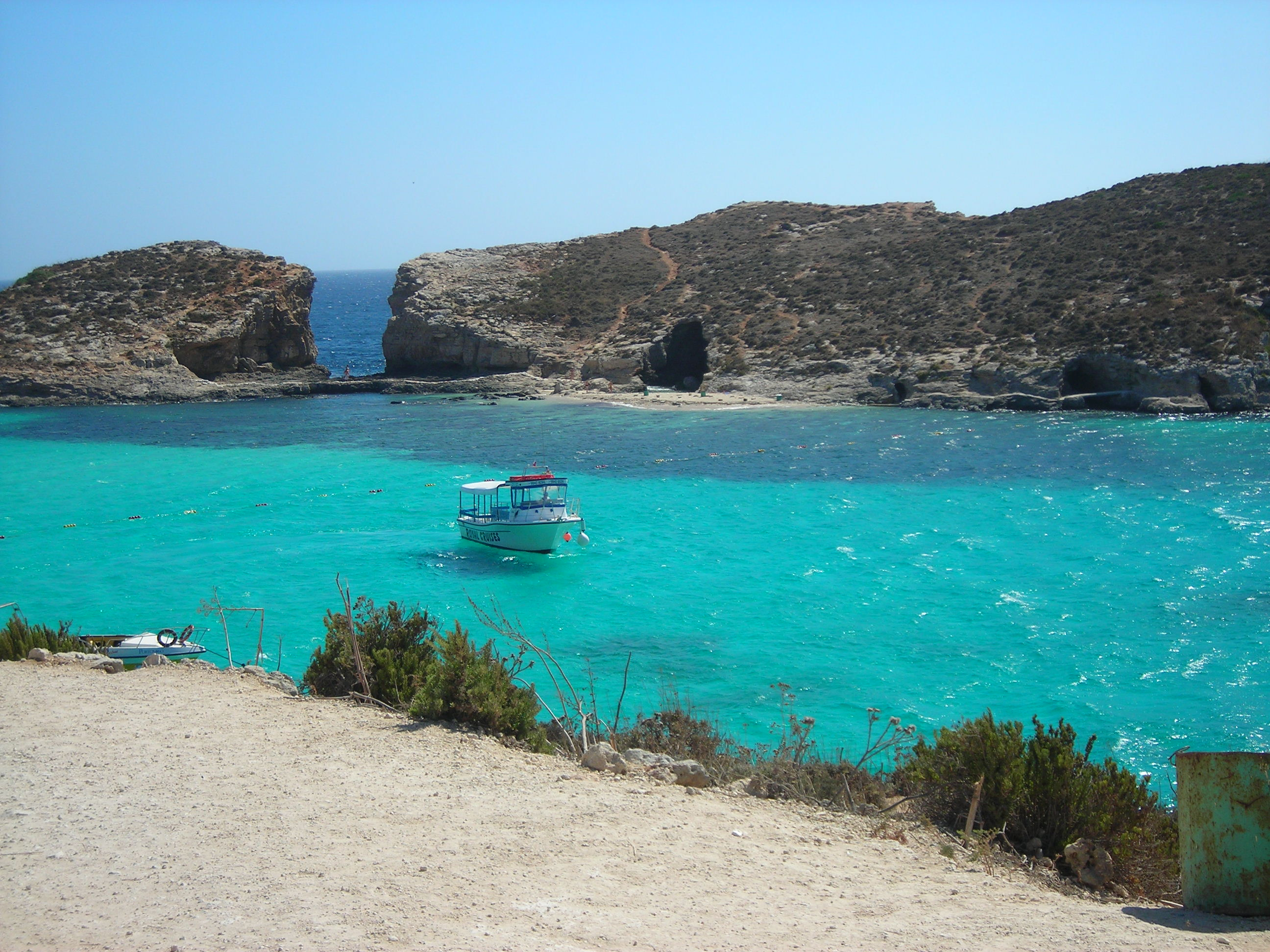
코미노토섬

코미노토섬(Cominotto)은 몰타 북쪽 해안에 위치한 작은 섬이자 무인도로 면적은 0.25km2이다. 코미노섬에서 북서쪽으로 100km 정도 떨어진 곳에 위치하며 행정 구역상으로는 아인실렘에 속한다.

## 같이 보기
- 코미노섬
- 몰타